# Шевалье, Четта
Генриетта Четта Шевалье (мальт. Henrietta Chetta Chevalier, урождённая Генриетта Шерри (мальт. Henrietta Scerri); 2 апреля 1901, Слима — 9 июля 1973, Мальта) — мальтийская женщина с британским гражданством, проживавшая в Риме.
Была важным звеном в сети «Римской линии побега» монсеньора Хью О’Флаэрти, действовавшей в Ватикане во время Второй мировой войны. Её квартира на третьем этаже на «Виа Империя» использовалась как склад для припасов и для размещения беглецов, спасающихся от фашистских режимов Европы.
В «Римской линии побега» была известна как «миссис М.». Неизвестно, было ли происхождение её псевдонима отсылкой к её родному острову Мальта, девичьей фамилии матери или к какому-либо другому фактору.

## Биография
Генриетта Шерри родилась 2 апреля 1901 года в семье Эммануэля Шерри и его жены Марии, урождённой Мамо, в Слиме, Мальта.
15 мая 1920 года вышла замуж за Томаса Шевалье в Церкви Богоматери Святого Сердца в Слиме. Супруги жили в Риме. Здесь Томас работал агентом британской туристической компании Thomas Cook & Sons. У пары было несколько детей.
После смерти мужа и заключения в тюрьму одного из сыновей в 1939 году Четта Шевалье оказалась застрявшей в Италии и отвечала за благополучие своих детей и пожилой матери. Включённая в сеть О’Флаэрти, она, по сути, дала О’Флаэрти полную возможность использовать её квартиру в качестве склада и убежища для людей, спасающихся от фашизма. Несмотря на несколько серьёзных неприятностей, в том числе одну, которую одна из её дочерей, Джемма, скрыла от Шевалье, и находясь под постоянным наблюдением немецкой Службы безопасности, Шевальё и её семья продолжали свою тайную деятельность под постоянным риском смерти, пока по одному не были эвакуированы сетью О’Флаэрти на ферму на окраине города, где они скрывались вплоть до конца войны.
В 1945 году Шевалье была награждена медалью Британской империи за выдающиеся усилия по предоставлению убежища нуждающимся. Считается, что во время войны она напрямую помогла более 4 000 людям.
Четта Шевалье скончалась на Мальте 9 июля 1973 года. Похоронена на кладбище Санта-Мария-Аддолората. В её честь был посажен мемориальный сад в Мальтийском музее авиации, который открылся 24 ноября 2012 года.